# Бороздчатые узкороты
Бороздчатые узкороты (лат. Gastrophryne) — род бесхвостых земноводных семейства узкоротов. Латинское название означет «брюхатые жабы», и происходит от др.-греч. γαστήρ — «живот», «брюхо» и др.-греч. φρύνη — «жаба». Русское название связано с внешним видом представителей рода — по спине у них проходят чётко выраженные светлые борозды.

## Распространение
Ареал вида охватывает юг США и Центральную Америку до Гондураса.

## Описание

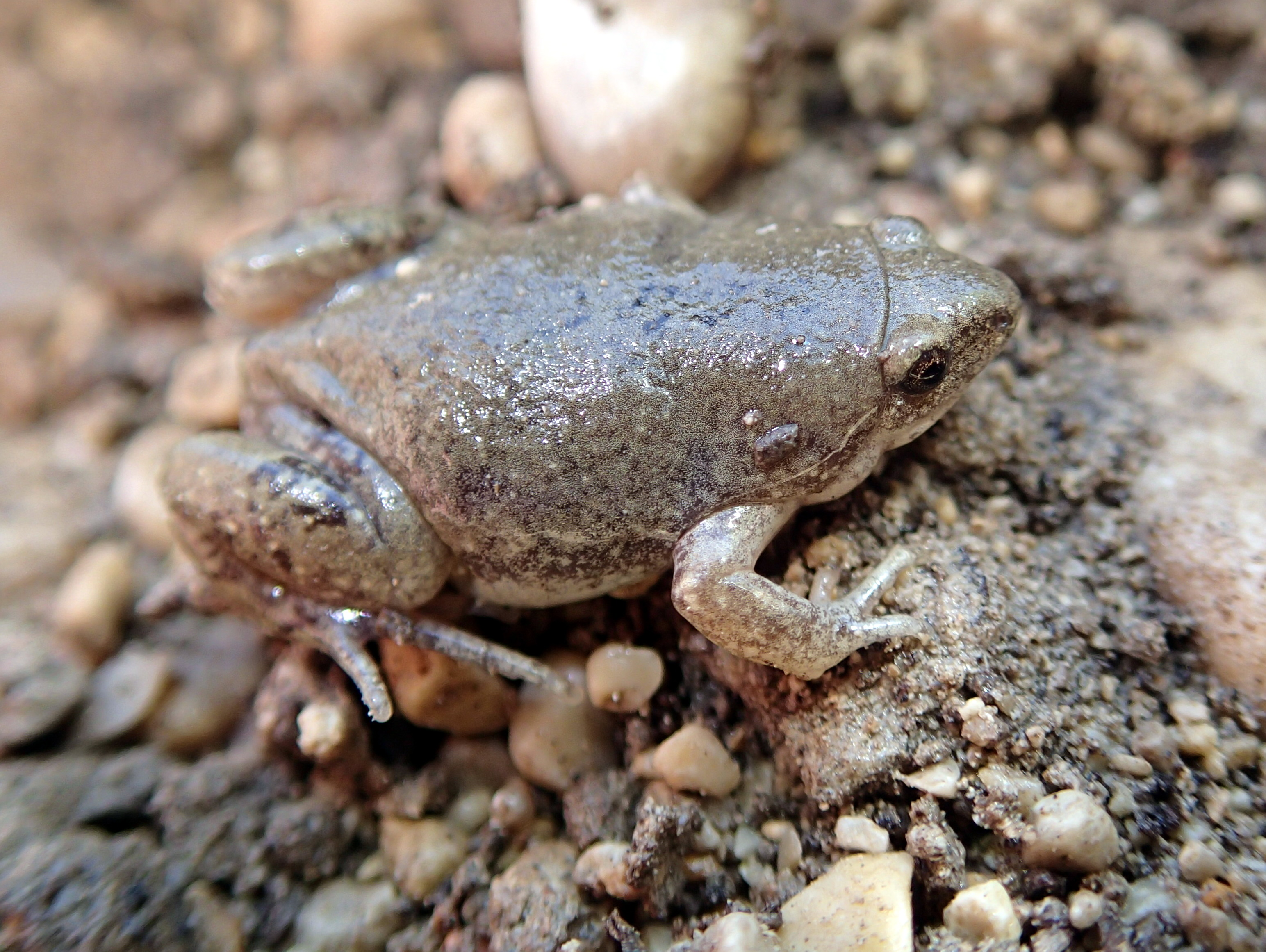
Оливковый узкорот

Размеры представителей рода колеблются от 2,5 до 5 см. Наблюдается половой диморфизм: самки больше самцов. Голова средняя, вытянутая вперёд. Глаза с округлым зрачком. Туловище широкое, массивное, у некоторых видов даже толстое. По спине проходят чётко выраженные светлые борозды. У самцов присутствуют горловые мешки. Конечности хорошо развиты, на лапах по 3 пальца. Пальцы лишены перепонок, есть лишь небольшие присоски. Второй палец задней лапы длиннее остальных. Окраска преимущественно коричневатая, красная, серая или оливковая. По спине хаотично разбросаны тёмные точки.

## Образ жизни
Обитают в саваннах, редколесьях, на лугах и плантациях. Способны рыть норы, делают это задними лапами. Активны ночью или в сумерках. Питаются мелкими беспозвоночными.

## Размножение
Это яйцекладущие амфибии. Самки откладывают до 100—150 яиц.

## Классификация
На ноябрь 2018 года род включает 4 вида:
- Gastrophryne carolinensis (Holbrook, 1835) — Каролинка
- Gastrophryne elegans (Boulenger, 1882) — Элегантный узкорот
- Gastrophryne mazatlanensis (Taylor, 1943)
- Gastrophryne olivacea (Hallowell, 1856) — Оливковый узкорот